# Sarilhos Grandes
Sarilhos Grandes é uma povoação portuguesa sede da Freguesia de Sarilhos Grandes do Município de Montijo, freguesia com 11,77 km² de área e 3243 habitantes (censo de 2021), tendo, por isso, uma densidade populacional de 275,5 hab./km²

## Localização
A freguesia compreende as localidades de Sarilhos Grandes, Lançada, Broega, Pinhal do Gancho, Quatro Marcos e Arce. Em todas estas localidades, as atividades económicas mais vulgares são a agricultura, floricultura, fabrico de mobiliário, serração de mármore, serralharia civil e comércio. 
Integrada no Município do Montijo, Sarilhos Grandes faz divisão administrativa, a oeste, com a Freguesia de Sarilhos Pequenos, a sul, com as freguesias da Moita e de Pinhal Novo, a nascente, com a freguesia do Alto Estanqueiro - Jardia e, a norte, é banhada pelo Estuário do Tejo.

## Paisagem
A proximidade com o Rio Tejo, onde existe um conjunto de espécies de sabor apreciável, fez com que Sarilhos Grandes desenvolvesse uma gastronomia regional com características muito próprias. A fauna piscícola, nesta zona, inclui as enguias, lamejinhas, linguados, robalos e tainhas, sendo os pratos mais tradicionais o ensopado de enguias, lamejinhas abertas ao natural e a caldeirada à fragateiro.
Esta freguesia continua a apostar no artesanato, fazendo-se trabalhos em barro sobre diversas temáticas, como os bonecos tradicionais, santos, presépios e candeeiros.

## Demografia
A população registada nos censos foi:
| Distribuição da População por Grupos Etários | Distribuição da População por Grupos Etários | Distribuição da População por Grupos Etários | Distribuição da População por Grupos Etários | Distribuição da População por Grupos Etários |
| -------------------------------------------- | -------------------------------------------- | -------------------------------------------- | -------------------------------------------- | -------------------------------------------- |
| Ano                                          | 0-14 Anos                                    | 15-24 Anos                                   | 25-64 Anos                                   | > 65 Anos                                    |
| 2001                                         | 398                                          | 403                                          | 1782                                         | 635                                          |
| 2011                                         | 487                                          | 332                                          | 1848                                         | 757                                          |
| 2021                                         | 439                                          | 322                                          | 1666                                         | 816                                          |

## Património
O património histórico desta freguesia inclui a Ermida de Nossa Senhora da Piedade e a Igreja de São Jorge, sendo este o orago da freguesia, festejado em Julho, através de uma festa em sua honra. O coreto, o moinho de maré, o edifício da junta de freguesia, o depósito de água, do início do século XX, e os lavadouros, são outros dos monumentos que podem ser visitados nesta freguesia.  
Existe ainda o Monumento à Passagem do Milénio, da autoria do escultor João Duarte. Este utilizou o inox escovado, o mármore e a pedra. Foi inaugurado a 25 de Abril de 2001.